# 132820 Miskotte
132820 Miskotte è un asteroide della fascia principale. Scoperto nel 2002, presenta un'orbita caratterizzata da un semiasse maggiore pari a 3,0076782 UA e da un'eccentricità di 0,0997481, inclinata di 5,50384° rispetto all'eclittica.